# Lökestein

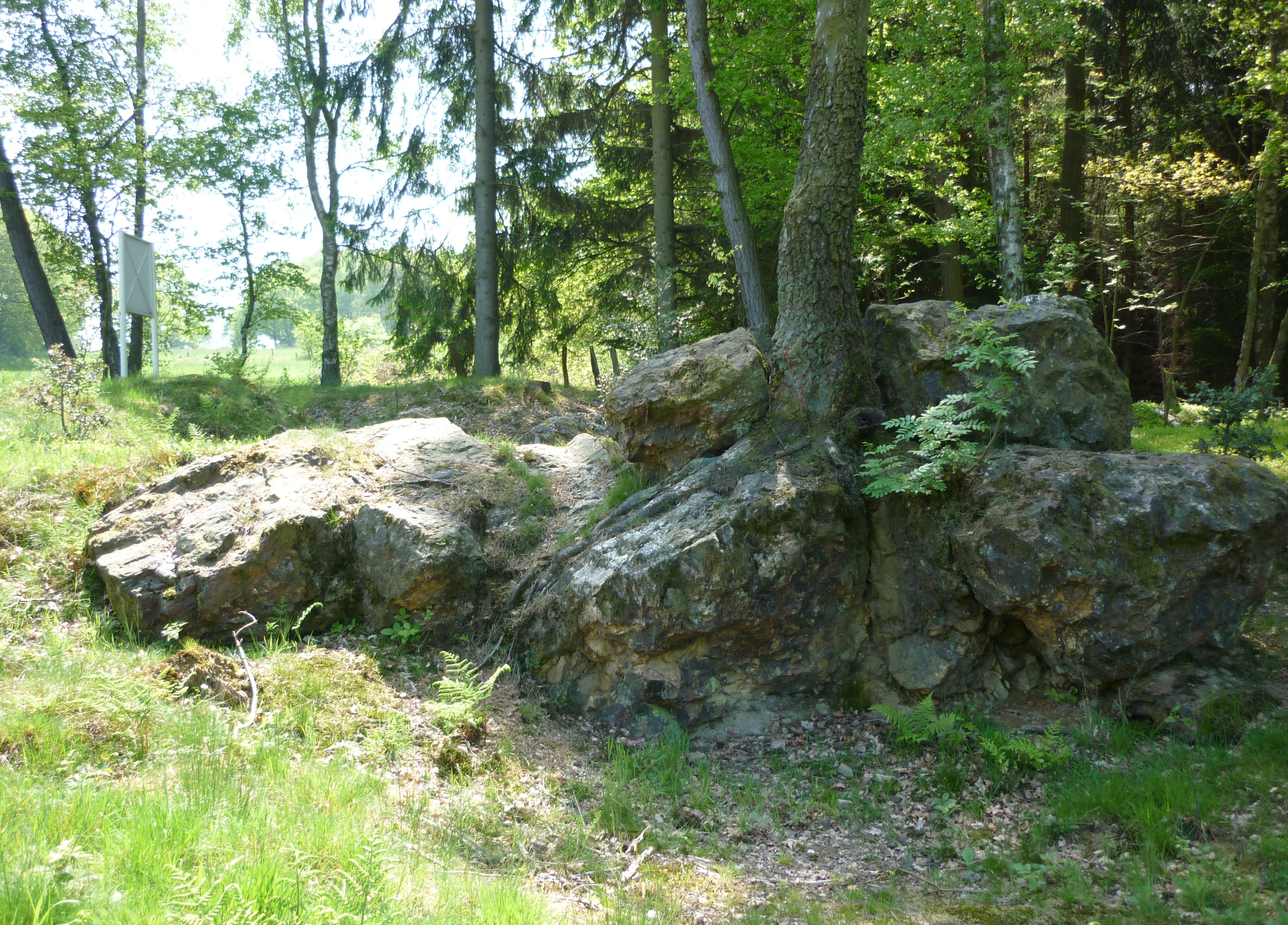
Lökestein

Der Lökestein ist ein Naturdenkmal sowie ein alter Grenzstein auf der Gemarkung der Gemeinde Buchholz (Westerwald) am Rande der Mußer Heide etwa 200 m nördlich der Landesstraße 274 zwischen Eudenbach und Buchholz an der Landesgrenze zwischen Nordrhein-Westfalen und Rheinland-Pfalz. Er ist unter der Nummer „ND-7138-373“ in der Liste der Naturdenkmale des Landes Rheinland-Pfalz eingetragen.

## Geschichte
Die auffallende Erscheinung des Lökesteins zog die Menschen der ganzen Umgebung schon seit Jahrhunderten an. Verschiedene Namen und Schreibweisen zeugen davon, wie z. B. Läutestein, Leutestein, Lüggestein, Lüddenstein, Lückstein oder Löckstein. Nach einer alten Sage dreht sich der Stein mehrmals im Kreise, wenn ein günstiger Wind den Klang der Mittagsglocke von Windhagen über die Mußer Heide trägt.
Ursprünglich ein haushoher Quarzit-Felsen, wurde er im 19. Jahrhundert u. a. zu Pflastersteinen für den Straßenbau zerschlagen. Heute ist er etwa 2 m hoch und besteht aus mehreren kleineren Gesteinsbrocken. An den Bruchstellen ist der Stein braun bis gelb, was auf die Verwitterung eisenhaltiger Mineralien hinweist. 1982, bei der Ausweisung eines etwa 3,8 ha großen Naturschutzgebietes im Buchholzer Moor erhielt er seinen heutigen amtlichen Namen. 2007 erfuhr dieses Naturschutzgebiet eine Erweiterung auf eine Größe von 67 ha und führt seitdem die Bezeichnung Buchholzer Moor mit Lökestein und Sauerwieser Heide. Ein Rundweg von ca. 1,6 km Länge führt durch die dortige Heidelandschaft und über einen Stichweg zum Lökestein.
Ob es sich bei dem im Jahr 948 n. Chr. bei einer Oberpleiser Zehntgrenzbeschreibung genannten Liwenstein um den Lökestein handelt, ist nicht eindeutig erwiesen. Urkundlich nachweisbar ist der Lökestein seit dem 17. Jahrhundert als Grenzstein zwischen dem alten kurkölnischen Kirchspiel Asbach und der zum ehemaligen Herzogtum Berg im Kirchspiel Oberpleis gehörenden Honschaft Oberhau bzw. Eudenbach. Die heutige Grenze zwischen der nordrhein-westfälischen Stadt Königswinter und der rheinland-pfälzischen Ortsgemeinde Buchholz (Westerwald) verläuft wenige Meter westlich des Lökesteins.